# Anders Ericsson (politiker)
Anders Ericsson (i riksdagen kallad Anders Ericsoson i Kärne), född 18 mars 1798 i Karlskoga församling, Örebro län, död där 14 april 1880, var en svensk bruksägare, bergsman och riksdagsman.
Ericsson var ägare till bruket Östra Kärne i Örebro län och Lundsbergs bruk i Värmlands län. I Sveriges riksdag företrädde han Karlskoga bergslag som ledamot av bondeståndet vid ståndsriksdagarna 1828–1851 och var ståndets talman vid riksdagen 1840/1841. Direkt efter representationsreformen var han ledamot av andra kammaren 1867–1869, invald i Nora domsagas valkrets.